# لي تاي هو
لي تاي هو (من مواليد 29 يناير 1961): لاعب كرة قدم سابق من كوريا الجنوبية، لعب كل مسيرته الكروية كمهاجم لنادي بوسان أي بارك. وحاليا يدير نادي دونك إيوي يونيفيرسيتي في مدينة بوسان ومنتخب تايبيه الصيني.
لعب مع منتخب كوريا الجنوبية لكرة القدم في تصفيات كأس العالم لكرة القدم 1986.

## وصلات خارجية
- National Team Player Record (بالكورية)
- FIFA Player Statistics
- لي تاي هو على موقع الاتحاد الدولي (مؤرشف)  (الإنجليزية)
- لي تاي هو على موقع دوري كوريا الجنوبية (الإنجليزية)
- لي تاي هو على موقع قاعدة بيانات كرة القدم.إي يو (الإنجليزية)
- لي تاي هو على موقع ناشيونال فوتبول تيمز (الإنجليزية)
- لي تاي هو على موقع أوليمبيديا (الإنجليزية)